# Lissochlora molliculata
Lissochlora molliculata är en fjärilsart som beskrevs av W. Warren 1904. Lissochlora molliculata ingår i släktet Lissochlora och familjen mätare. Inga underarter finns listade i Catalogue of Life.